# Sobari, Soroca
Sobari este un sat din cadrul comunei Cremenciug din raionul Soroca, Republica Moldova.

## Istoric
A fost atestat documentar la 7 octombrie 1725, sau 12 august 1778 conform altei surse. Aici este amplasat situl arheologic „Cetățuia” din secolele al III-lea – al IV-lea, unde au fost identificate ruinele unui templu. Reconstrucția ipotetică a acestuia scoate în evidență un edificiu impunător înconjurat de coloane pe perimetru, acoperit cu țiglă roșie din lut ars și utilat cu ferestre cu geamuri din sticlă. Unii specialiști presupun că anume aici geograful Ptolemeu (sec. al II-lea) a menționat pe harta sa orașul antic Clepidava.

## Simboluri
Stema:

În câmp roșu, o sobă de argint. Scutul timbrat de o coroană sătească de argint.

Drapel:

Pânză pătrată roșie, purtând în mijloc o sobă albă.

## Demografie
Conform recensământului populației din 2004, satul Sobari avea 326 locuitori: 319 moldoveni/români, 6 ruși și 1 ucrainean.

## Personalități

### Născuți în Sobari
- Chiril Popescu (1922–2007), agronom român, specialist în fitotehnie și agrofitotehnie, profesor universitar, doctor în științe agricole.